# مصدر مفتوح للبيئة
مصدر مفتوح للبيئة (بالإنجليزية: Open Source Ecology)‏: هي شبكة من أفراد متخصصين في مجالات مختلفة مثل المهندسين والمصممين والمزارعين والداعمين مهتمين بتوفير مخططات مفتوحة المصدر للآلات الصناعية التي هي أساس للحضارة الإنسانية. بحيث أي شخص يمكن بناء الأجهزة المطلوبة بنفسه.

## روابط خارجية
- مصدر مفتوح للبيئة على موقع Framasoft (الفرنسية)
- الموقع الرسمي